# Bundesstraße 296
Die Bundesstraße 296 (Abkürzung: B 296) ist eine deutsche Bundesstraße, die in Baden-Württemberg den Regierungsbezirk Tübingen mit den Regierungsbezirken Karlsruhe und Stuttgart verbindet und dabei von Tübingen über Herrenberg und Calw nach Calmbach (Ortsteil von Bad Wildbad) im nordöstlichen Schwarzwald verläuft.
Die Straße zweigt in Tübingen von der nach Rottenburg am Neckar führenden B 28 ab. Bei Herrenberg wird sie von der A 81 überquert und trifft am Ortseingang von Calw auf die von Stuttgart kommende B 295. Von dort führt sie in weiten Serpentinen mit drei Fahrstreifen ins Nagoldtal hinab. Direkt vor der Calwer Stadtmitte unterquert sie die Ziegelbachbrücke der Schwarzwaldbahn und der Nagoldtalbahn. Entlang der Nagold verläuft sie vereint mit der B 463 bis Hirsau. Vorbei am Kloster Hirsau führt die kurvenreiche Straße hinauf nach Oberreichenbach und danach mit starkem Gefälle hinunter ins Enztal, wo sie in die B 294 mündet.
Der Streckenabschnitt zwischen Tübingen und Herrenberg ist erst seit Januar 2018 Teil der B 296. Zuvor war er Teil der B 28, die seitdem über Rottenburg am Neckar nach Freudenstadt geführt wird.